# Shaktigarh
Shaktigarh é uma cidade e uma nagar panchayat no distrito de Udham Singh Nagar, no estado indiano de Uttaranchal.

## Demografia
Segundo o censo de 2001, Shaktigarh tinha uma população de 4776 habitantes. Os indivíduos do sexo masculino constituem 52% da população e os do sexo feminino 48%. Shaktigarh tem uma taxa de literacia de 61%, superior à média nacional de 59.5%: a literacia no sexo masculino é de 69% e no sexo feminino é de 52%. Em Shaktigarh, 16% da população está abaixo dos 6 anos de idade.